# غالينستوك
غالينستوك (بالإنجليزية: Galenstock)‏ هو أحد جبال سلسلة جبال الألب أوري وجزء من القمة الأم داماستوك يقع في كانتون أوري وكانتون فاليز، سويسرا. يبلغ ارتفاع الجبل حوالي 3586 متر، بينما يبلغ ارتفاع نتوء الجبل 252 متر، وقد سجل أول وصول لقمة الجبل عام 1845.